# Jan P. Matuszyński
Jan Paweł Matuszyński (sinh ngày 23 tháng 4 năm 1984 tại Katowice) là một đạo diễn điện ảnh và nhà sản xuất phim tài liệu người Ba Lan.

## Cuộc đời
Jan Paweł Matuszyński tốt nghiệp ngành đạo diễn tại Trường Điện ảnh Krzysztof Kieślowski ở Katowice vào năm 2012. Năm 2014, anh được vinh dự nhận Giải thưởng Silver George tại Liên hoan phim Moscow cho bộ phim tài liệu Deep love của mình. Hai năm sau đó, vào năm 2016, anh giành Giải thưởng Sư tử vàng tại Liên hoan phim Gdynia lần thứ 41 cho tác phẩm Ostatnia rodzina (The Last Family), một bộ phim về họa sĩ Zdzisław Beksiński có sự tham gia diễn xuất của Andrzej Seweryn và Dawid Ogrodnik.  Andrzej Seweryn được nhận Giải Báo bạc cho vai diễn trong phim này tại Liên hoan phim Locarno. Cùng năm, Jan Paweł Matuszyński được trao Giải thưởng Paszport Polityki ở hạng mục phim điện ảnh với tác phẩm Ostatnia rodzina.

## Phim
- Afterparty, 2009
- Amisze znad Wisły, phim tài liệu, 2010
- Niebo, phim tài liệu, 2011
- Offline, phim ngắn, 2012
- Deep Love, phim tài liệu, 2013
- Kolaudacja, phim tài liệu, 2014
- Ostatnia rodzina (The Last Family), 2016